# سیارک ۶۹۲۷۵
سیارک ۶۹۲۷۵ (به انگلیسی: 69275 Wiesenthal، نامگذاری:1989WD4) شصت و نه هزار و دویست و هفتاد و پنجمین سیارک کشف شده‌است که در ۲۸ نوامبر ۱۹۸۹ کشف شد.